# Les Larmes d'Icare
Les Larmes d'Icare (titre original : Phases of Gravity) est un roman de Dan Simmons, publié en 1989 puis en français en 1994, traduit par Jean-Daniel Brèque et réédité en 2004.
C'est un des tout premiers romans de Dan Simmons. Il raconte l'histoire d'un astronaute ayant marché sur la Lune, et ne parvenant pas retrouver de telles sensations après son retour sur terre. Il voyage alors, et entame une réflexion sur lui-même.

## Éditions
- Phases of Gravity, Bantam Spectra, 1er avril 1989, 278 p. (ISBN 0-553-27764-2)
- Les Larmes d'Icare, Denoël, coll. « Présences », 15 mars 1994, trad. Jean-Daniel Brèque, 368 p.  (ISBN 2-207-24038-X)
- Les Larmes d'Icare, Gallimard, coll. « Folio » no 99, 12 février 2004, trad. Jean-Daniel Brèque, 384 p.  (ISBN 2-07-031356-5)
- Les Larmes d'Icare, Pocket no 17715, 20 mai 2021, trad. Jean-Daniel Brèque, 400 p.  (ISBN 978-2-266-29802-5)